# SOL REPUBLIC
ソル・リパブリック（SOL REPUBLIC）は、アメリカ・カルフォルニア州サンフランシスコに拠点を置く、2011年設立のオーディオ製品メーカー。ソル・リパブリックはSAVIORS OF SOUND（セイバー・オブ・サウンド）と呼ばれる200人以上のアーティストやアスリート、ミュージシャンとパートナーシップを持つ。
ソル・ リパブリックのヘッドフォンは、ヘッドバンド、ハウジング、ケーブルが取り外し可能な設計で、豊富なカラーバリエーションが用意された交換用のヘッドバンド、ケーブルとの組み合わせによるカスタマイズが特徴。ライフスタイルに着眼を置いた商品作りを心がけており、他のオーディオメーカーとは一線を画する。またソルジャーと呼ばれる、SOL REPUBICを支持する人達のコミュニティを形成している。

## 歴史
ソル・ リパブリックは、スコット・ヒックス、セス・コムとケビン・リーにより2010年に設立。
リーはビーツ・エレクトロニクス（Beats Electronics）で働き、ヒックスはインフォーカス（InFocus）社の取締役を勤めた。
リーの父親であるノエル・リーはビデオ及びオーディオケーブル会社のモンスターケーブル（Monster）社の創始者である。
社名のSOLは、"soundtrack of life"の頭文字から命名された。
2011年7月に、同社は投資資金提供において520万ドルを受領し、続いて2012年7月に2200万ドルを受領。 2013年8月にモトローラ社と協力し、デッキポータブルスピーカーを導入した。このシステムは、モトローラのスマートフォンMoto Xで機能する仕様であった。その当時同社の従業員は85名にまで成長した。
同社は、2014年3月にさらに2,700万ドルを調達し、従業員は100人に達し、26,000の小売店で製品が扱われた。
リバーウッド キャピタルとグリーンオークス キャピタルマネージメントから調達された資金により、新製品の開発と国際市場への進出が期待されている。
2013年10月10日より、完実電気株式会社が正規輸入代理店として日本国内での販売を開始。

## 製品
ソル・ リパブリックのヘッドフォンは、世界初となる交換、取り外し可能な設計で、ヘッドバンドと着脱式ケーブルは交換することができカスタマイズが可能。FlexTech™と呼ばれるポリマー素材で作られたヘッドバンドにより耐久性にも優れる。

### MASTER TRACKS XC
EDMシーンのトップ・アーティスト、カルヴィン・ハリスがチューニングを手掛けたプロフェッショナル・ヘッドフォン。スタジオ、DJ、リスニングの幅広いスタイルに向けられたプロフェッショナルモデル。

### MASTER TRACKS
X3サウンドエンジンを搭載したオーバーイヤータイプのヘッドフォン。パワフルな低域とクリアな中域が特徴。　

### TRACKS ULTRA
TRACKSシリーズの最上位モデル。V12サウンドエンジンを搭載し、ディープな低音からクリアな高域までのワイド・レンジが特徴。真っ白なSonicSoft™イヤーパットと“Stellar”カラーを使用したゴージャスなデザイン。

### TRACKS HD
Ｖ10サウンドエンジンを搭載し、 深みのある低音、クリアでナチュラルな高域を再現。ブラック、グレー、ホワイト、レッド、ブルー、パープルの豊富なカラーバリエーションが特徴。

### TRACKS
TRACKSシリーズのエントリーモデル。V8サウンドエンジンを搭載しており、不要なノイズは排除される。ブラック、レッド、ホワイトの3カラー。

### RELAYS
ソル・ リパブリックの特許イノヴェーション「FreeFlex」を採用。ライフスタイルに着眼をおいたスポーツタイプのイヤフォン。最軽量素材により一般的なイヤフォンのほぼ半分ほどの重量。I5サウンドエンジンによるパワフルなサウンドも特徴。

### AMPS HD
i6サウンドエンジンを搭載したイヤフォン。ディープな低音と明瞭なボーカルが特徴。丸型のハウジングを採用し、抜群のノイズアイソレーション効果を発揮する。カラーはブラック、ブルー、アルミニウムの3カラー。ケーブルにはフラットケーブルを採用。

### AMPS
AMPSと同様のデザインにi4サウンドエンジンを搭載。カラーはブラックとレッドの2カラー。ケーブルにはフラットケーブルを採用。

### JAX
イヤフォンのエントリーモデル。i2サウンドエンジンを搭載し、リーズナブルでコストパフォーマンスに優れた人気モデル。カラーはブルー＆ステラー、ホワイト＆ブラックの2カラーと、アンドロイド対応のシングルボタン・モデルのブラック、ホワイト、レッド、ブルー、レモンの5カラー。

### TRACKS REMIXシリーズ HEADBANDS
交換用のヘッドバンド。SOUND TRACKヘッドバンドが8カラー、MASTER TRACKSシリーズ対応のSOUNDTRACK MASTERヘッドバンドが3カラー。SOUND TRACK、SOUNDTRACK MASTERヘッドバンドは全TRACKS、MASTER TRACKSシリーズ共通で使用可能。その日の気分やチョイスによって交換可能なREMIX HEADBANDSシリーズはFlexTech™と呼ばれるポリマー素材によって作られ、非常に耐久性が高く、バンドをひねっても曲げても破損を心配する必要がない。

## SOL REPUBLICとパートナーシップを持つ主なアーティスト（SAVIORS OF SOUND / セイバー・オブ・サウンド）
- スティーブ・アオキ（Steve Aoki）
- カルヴィン・ハリス（Calvin Harris）
- デッドマウス（Deadmou5）
- リル・ジョン（Lil Jon）
- ブラッザベレ（Brazzabelle）
- グランドマスター・フラッシュ（Grandmaster Flash）

## 参照
1. ↑   SOL REPUBLIC グローバル・サイト Saviors of Sound ページ
2. 1 2 3   Portland Business Journal（ポートランド・ビジネス・ジャーナル）2011年12月16日
3. ↑   The Oregonian 2014年4月28日
4. ↑   Portland Business Journal（ポートランド・ビジネス・ジャーナル）2012年7月13日
5. ↑   Portland Business Journal（ポートランド・ビジネス・ジャーナル）2013年8月1日
6. ↑   Portland Business Journal（ポートランド・ビジネス・ジャーナル）2014年3月31日
7. ↑   The Oregonian 2014年3月31日
8. ↑   SOL REPUBLIC 国内サイト HEADPHONE 製品ページ

```
Siemers, Erik (December 16, 2011). "Sol Republic makes noise". Portland Business Journal. Retrieved 1 April 2014.
```